# Каприљола
Каприљола је насеље у Италији у округу Маса-Карара, региону Тоскана.
Према процени из 2011. у насељу је живело 482 становника. Насеље се налази на надморској висини од 143 м.